# Чебакія
Шебакія (араб. شباكية), також відома як Чебакія, Гриуш або Грівеш — традиційна магрибська випічка. Вона готується зі смужок тіста, які формують у вигляді квітки, після чого обсмажують у фритюрі до золотистого кольору. Готову випічку занурюють у сироп із меду та води з апельсинового цвіту, а потім посипають кунжутом. Шебакію традиційно споживають під час Рамадану та інших релігійних свят. Шебакія походить з османської десертної кулінарії.
Чебакія готується на дріжджовому тісті, приправленому анісом, корицею та шафраном. Змелене насіння кунжуту є основою для тіста. Його змішують із борошном, а іноді формують у вигляді квітки за допомогою кондитерської трубочки або вручну. Далі випічку смажать у великій кількості олії до золотистого кольору, як пампушки. Традиційно, на початку Рамадану виготовляють великі партії чебакії. Хоча чебакія — це солодка випічка, яку часто подають до кави чи чаю, марокканці також їдять її з гострими стравами, такими як харіра.

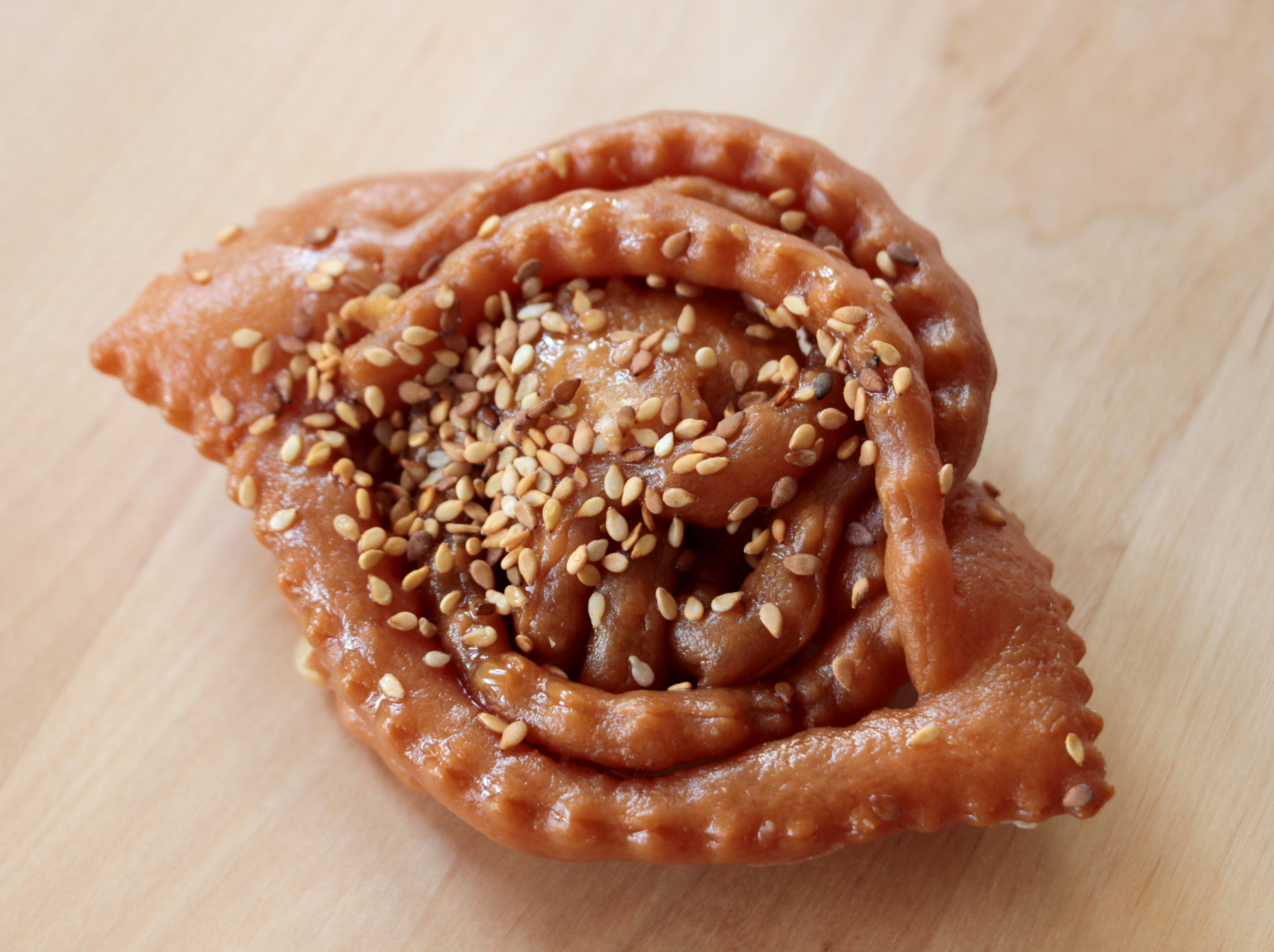
Гриуш

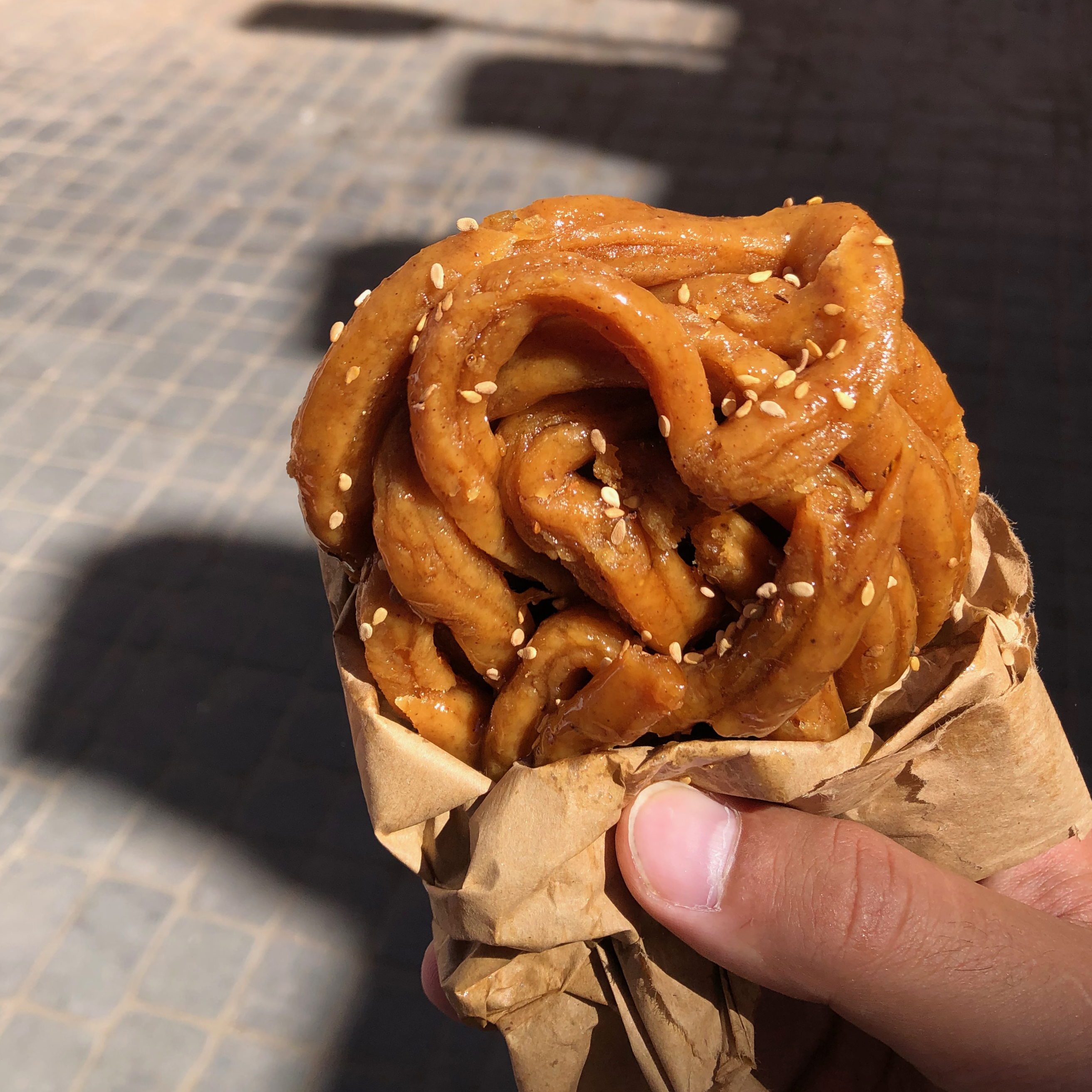
Масивна шебакія в Марракеші.

Існують схожі тістечка, як-от Картелате та Фазуелос. Хоча Фазуелос готують інакше: вони є тоншими, менш щільними та походять з інших регіонів.

## Назви та походження

### Етимологія
Назвачебакія, а також її розмір, форма та точні інгредієнти можуть відрізнятися залежно від регіону. В Алжирі та Фес, Марокко, ці ласощі відомі як "грівеш" (на марокканській арабській  ڭريوش або мар.-араб. قريوش). У Рабаті його знають як "мхерка" (مخرقة), а в Сале, як "ель-клі" (القلي). У Уезані його називають "лахлу" (الحلو), а в деяких інших регіонах Марокко — "клівеш" (كليوش).

### Історія
Походження цієї випічки, ймовірно, османське, через її схожість зі східною випічкою, такою як пахлава в колишніх османських регіонах та мешбек, відомий у Сирії як залабія.
Згідно з народною легендою Марокко, винахід чебакії приписують кондитеру, який закохався у вродливу дівчину. Щодня бачачи її біля вікна, він вирішив створити медову випічку у формі її вікна (з арабської "шуббак" (شباك), що означає "вікно"), щоб подарувати їй.